# Крутоборка (Новосибирская область)
Крутоборка — деревня в Колыванском районе Новосибирской области. Входит в состав Новотроицкого сельсовета.

## География
Площадь деревни — 21 гектар.

## Население
| 2002 | 2007 | 2010 |
| ---- | ---- | ---- |
| 22   | ↘20  | ↘14  |

## Инфраструктура
В деревне по данным на 2007 год отсутствует социальная инфраструктура.